# Bibio rufipes
Bibio rufipes är en tvåvingeart som först beskrevs av Zetterstedt 1838.  Bibio rufipes ingår i släktet Bibio och familjen hårmyggor. Arten är reproducerande i Sverige. Inga underarter finns listade i Catalogue of Life.